# Álvaro Vargas Llosa
Álvaro Vargas Llosa (Lima, 18 marzo 1966) è un saggista peruviano.

## Biografia
Figlio dello scrittore Mario Vargas Llosa, premio Nobel per la letteratura nel 2010, è editorialista del Washington Post ed è membro del centro studi liberale statunitense Independent Institute. Il Forum economico mondiale lo ha incluso nella lista degli Young Global Leaders del 2007.
Vive a Washington con sua moglie Susana Abad e i suoi due figli Leandro e Aitana.

## Opere
- Álvaro Vargas Llosa, Il manuale del perfetto idiota italo-latinoamericano, a cura di Mario Vargas Llosa, traduzione di Tilde Arcelli, Milano, Edizioni Bietti, 1997.
- Álvaro Vargas Llosa, Libertà per l'America latina, prefazione di Alberto Pasolini Zanelli, Soveria Mannelli-Treviglio, Rubbettino Editore e Leonardo Facco Editore, 2007.
- Álvaro Vargas Llosa, Il mito Che Guevara e il futuro della libertà, traduzione di David Perazzoni, Torino, Lindau, 2007.
- Álvaro Vargas Llosa, Una principessa tra due mondi, traduzione di Raul Schenardi, Villorba, Edizioni Anordest, 2012.